# Taenaris interrupta
Taenaris interrupta är en fjärilsart som beskrevs av Embrik Strand 1911. Taenaris interrupta ingår i släktet Taenaris och familjen praktfjärilar. Inga underarter finns listade i Catalogue of Life.